# Many Farms
Many Farms – jednostka osadnicza w Stanach Zjednoczonych, w stanie Arizona, w hrabstwie Apache.